# Ciompi

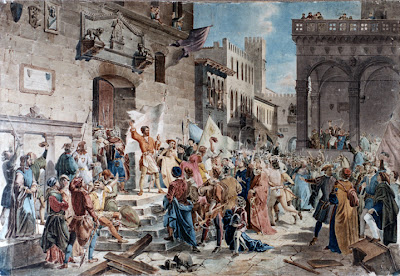
Tumulto de los Ciompi, 1877, Museos Cívicos de Historia y Arte de Trieste (obra de Giuseppe Lorenzo Gatteri)

La revuelta de los Ciompi fue un levantamiento popular que aconteció en Italia en 1378, a finales de la Edad Media, liderado por los cardadores de lana conocidos como «ciompi».: 201 

## Ciompi

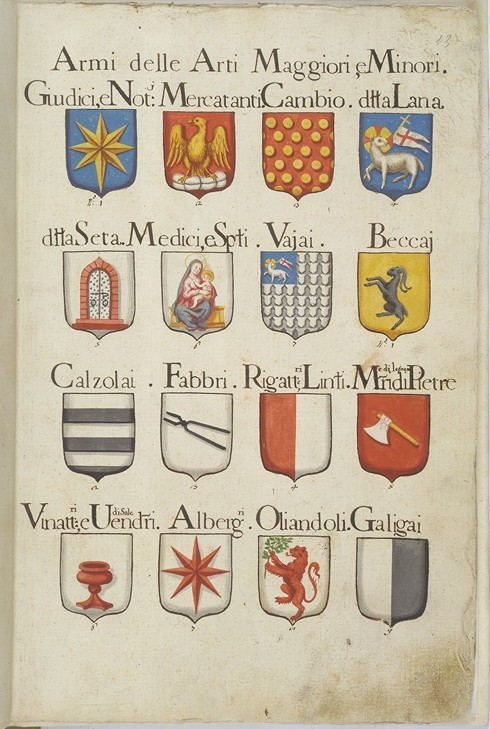
Escudos de los gremios de Florencia

En la Florencia de finales del Medioevo, los ciompi (cardadores de lana) eran un grupo de trabajadores de la producción textil no representados por gremio alguno. Los ciompi estaban entre los grupos más radicales de los sectores más humildes. Muchos autores identifican con este término a todos los oficios menores del textil e incluso a grupos populares que incluían, entre otros, a los vendedores de hortalizas y de loza o vajilla. En concreto, los ciompi se resistían contra el poderoso control que ejercían en el Arte della lana los establecimientos manufactureros textiles más poderosos, que constituían el motor de la prosperidad florentina.

## Revuelta de los Ciompi

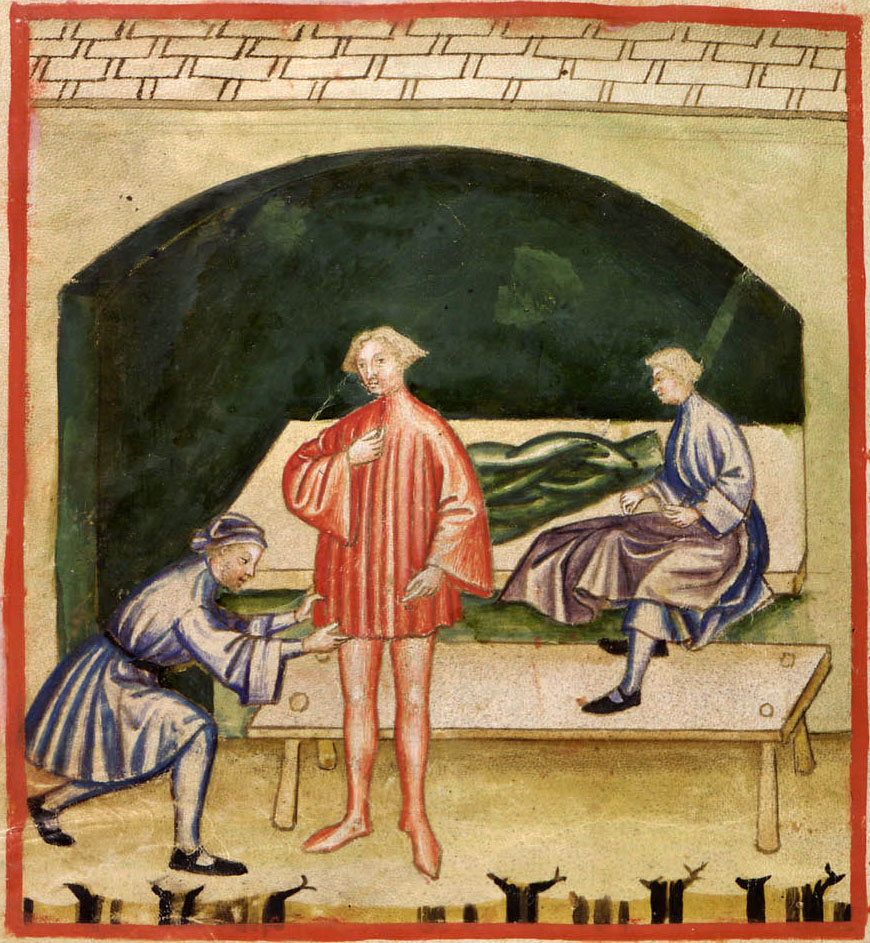
Comercio de prendas de lana

En 1378 estalla la revuelta de los ciompi, que conoció brevemente el éxito y permaneció traumáticamente en la memoria de los principales gremios, contribuyendo a la ayuda que, mucho después, darían a los Médici como restauradores del orden en Florencia. La revuelta llevó a lograr brevemente un grado de democracia sin precedentes, enseguida derrotada por los elementos más conservadores de la sociedad, en la que los maestros de los gremios grandes y pequeños cerraron filas para restablecer el antiguo orden. En esta contrarrevolución jugó un papel preponderante el caballero Salvestro de Médici, que se presentó como defensor de los intereses populares en un momento de crisis económica y de fuerte presión fiscal por la reciente guerra sostenida por Florencia contra el Papado. 
Una de las habituales controversias entre las facciones de los "grassi" (los "gordos", es decir, la burguesía adinerada compuesta por ciudadanos dedicados a profesiones como banqueros, notarios o comerciantes) desató el levantamiento. Los miembros de los sectores más pobres, llamados por Salvestro a participar en la lucha política a finales de junio de 1378, tomaron el problema en sus propias manos en el mes de julio. Presentaron una serie de peticiones al cuerpo gobernante, la Signoria, demandando mayor equidad en las políticas fiscales, y el precioso derecho de agremiarse para aquellos grupos todavía no organizados. Poco después, el 22 de julio, las clases bajas forzaron la toma del poder, colocando al cardador de lana Michele di Lando en el cargo ejecutivo de gonfaloniere de justicia, e izando su bandera frente al palacio de la signoría. 
Los revolucionarios fueron apoyados por miembros radicales de los gremios menores, usualmente poco poderosos, los "arti minori", que extendieron el privilegio de agremiación a los ciompi, y por primera vez, aunque brevemente, un gobierno europeo representó a todos.[cita requerida]
Pero los ciompi se desilusionaron en el término de unas pocas semanas, cuando el nuevo gobierno no fue capaz de poner en práctica todas sus utópicas demandas. Además, la inseguridad y la resistencia de los dueños de los talleres y negocios principales extendieron el desabastecimiento y el paro. Se hicieron evidentes los conflictos de intereses entre los ciompi y los gremios menores. El 31 de agosto un gran grupo que había ocupado la Piazza de la Signoría y desafiaba abiertamente el gobierno de Lando fue fácilmente derrotado por las fuerzas combinadas de los gremios mayores y menores. En reacción a este episodio, el nuevo gremio de los ciompi fue abolido, y por cuatro años se restauró el dominio de los gremios principales. Los principales protagonistas de la revuelta fueron ejecutados o desterrados.
La Historia florentina de Nicolás Maquiavelo describe la revuelta con una serie de debates y diálogos ficticios que reflejan las posiciones de los protagonistas, desde el punto de vista de un adalid posterior de la estabilidad cívica. 
Tras la epidemia de peste negra, existieron levantamientos similares en la segunda mitad del siglo XIV, en los que las clases más bajas demandaron mejores condiciones de vida. Estas revueltas produjeron importantes disturbios en la política europea, y fueron vistas por la Iglesia y por los nobles como contrarias al orden natural de Dios.[cita requerida]